# Teedra Moses
Teedra Shenita Moses (Nueva Orleans, 17 de diciembre de 1976), mejor conocida cómo Teedra Moses, cantante de R&B y neo soul nacida en Nueva Orleans. Creció y pasó su infancia en su lugar natal, hasta que en su adolescencia sus padres se divorciaron y se mudó junto a su madre a California. Desde pequeña contactó con el góspel, pues su madre había formado parte de un coro que hizo diverasas giras por el sur del país, esto hizo que se interesara por la música, y decidiera dedicarse a ello profesionalmente. En 2003 empezó a trabajar con el productor Pauli Pol y editó el sencillo "Be your girl", al que le siguió el sencillo "You'll never find (a better woman)", a principios de 2004. Tenía grandes cualidades a la hora de componer, por lo que empezó a crear temas para un álbum. En su primer álbum, "Complex simplicity" (2004), mezcla el góspel con el R&B, dando un resultado cercano al neo soul.

## Discografía
| Año  | Título                | Discográfica   |
| ---- | --------------------- | -------------- |
| 2004 | Complex simplicity    | TVT/EMI        |
| 2015 | Cognac & Conversation | Shanachie/Sony |

- Datos: Q3492802